# Motivo (artes visuales)
En arte, un motivo (del latín motivus, relativo al movimiento) es un elemento de un patrón, una imagen o parte de ella, o un tema básico. Es un modelo según el cual se reproducen otros objetos. Un motivo puede ser repetido en un diseño o composición, a menudo muchas veces, o simplemente, puede ocurrir una vez en una obra.
Un motivo puede ser un elemento en la iconografía de un tema en particular o el tipo de objeto que se ve en otras obras. El arte ornamental, o decorativo, puede ser analizado sobre la base de una serie de elementos diferentes que pueden ser llamados motivos. Estos, a menudo, se pueden repetir muchas veces, formando patrones, como en las artes textiles. Existen importantes ejemplos en el arte occidental como es el caso de las hojas de acanto, ovas y dardos (orden jónico) o varios tipos de decoraciones en forma de elementos enrollados (como los roleos).
Muchos de los diseños de las mezquitas en la cultura islámica son motivos, incluyendo entre ellos al sol, la luna, animales como caballos o leones, flores o paisajes. Los motivos también pueden tener efectos emocionales y ser usados como propaganda.

## Películas
En las películas, se suelen utilizar motivos visuales para establecer un modo o estado de ánimo, como en el caso del cine negro. Blade Runner es una película de ciencia ficción que utiliza con eficacia motivos visuales; su director Ridley Scott utilizó un motivo de parto en una película anterior, Alien.

## Algunos patrones

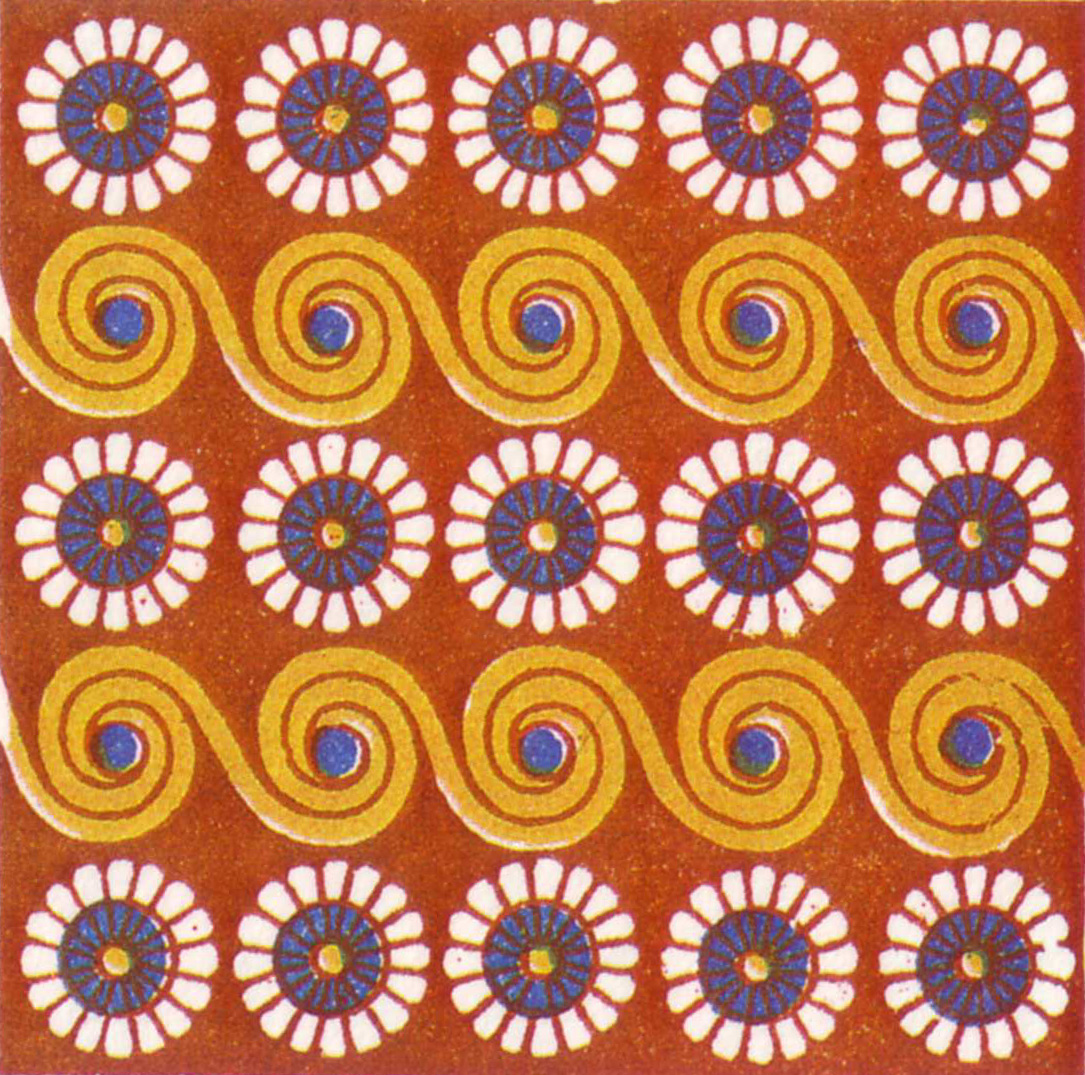
La gramática del ornamento, Egipcio No 7 (lámina 10), imagen #20.
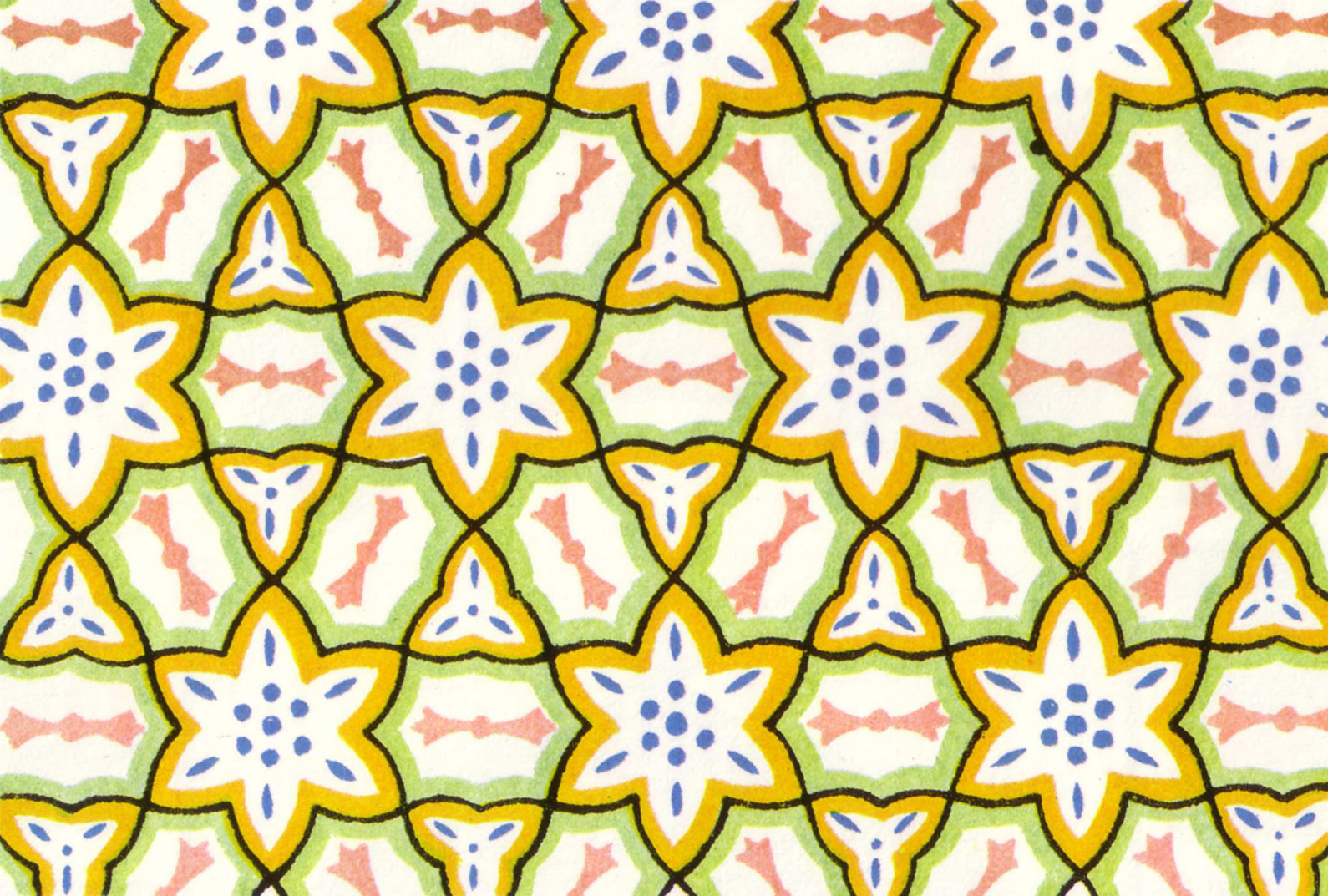
Ilustración de La gramática del ornamento (1856).
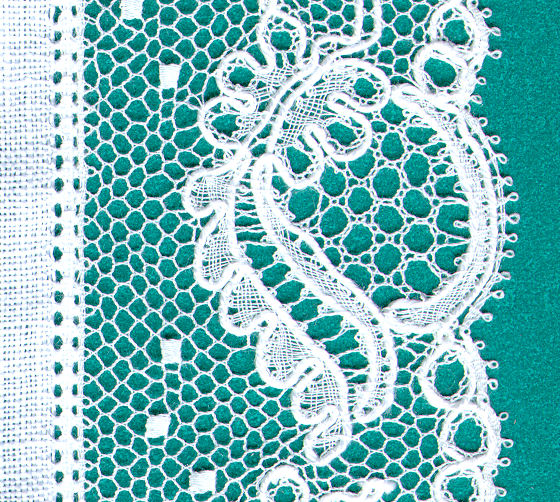
Motivo en encaje.
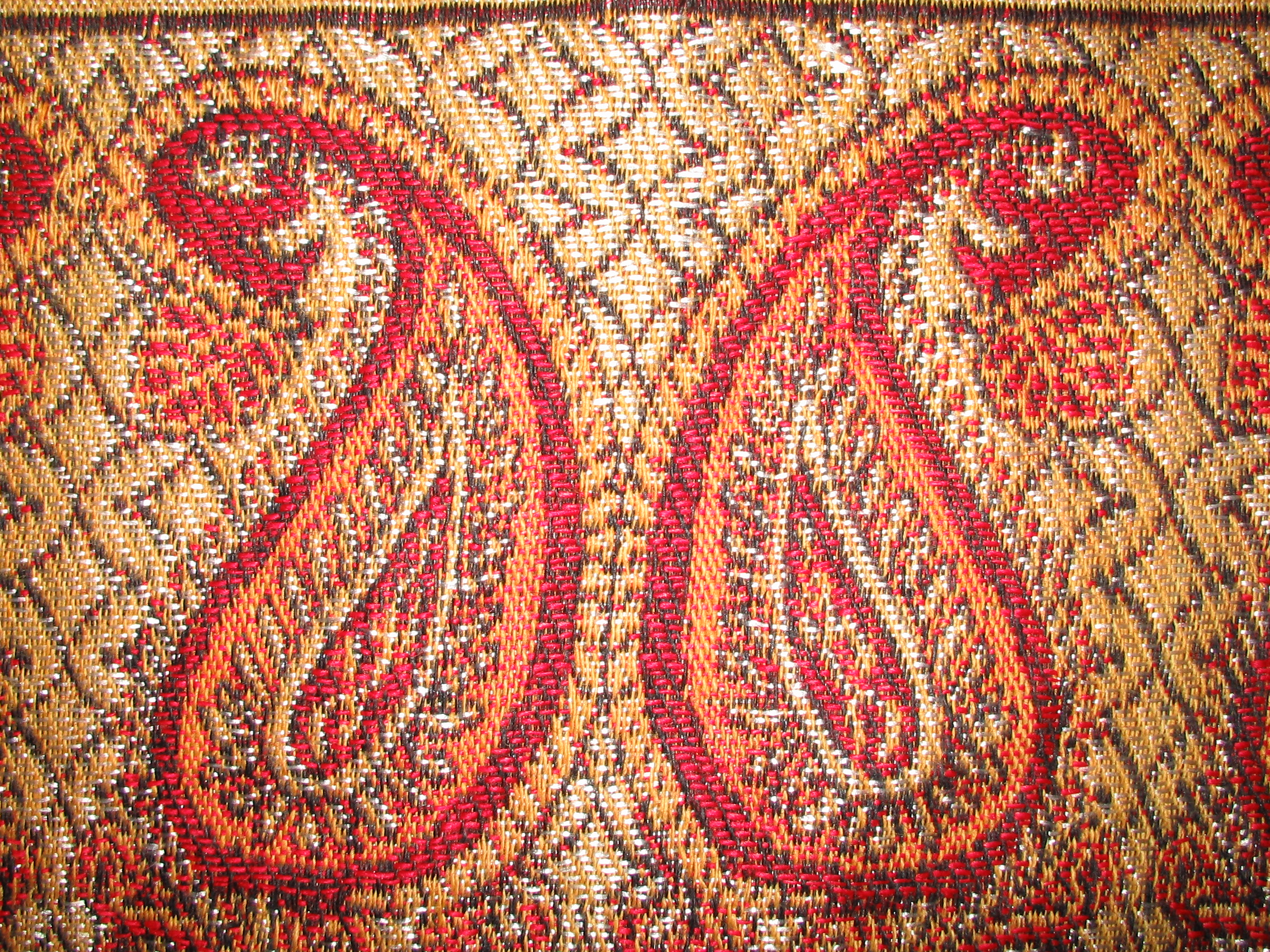
Motivo persa en textil.
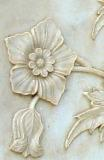
Motivo de planta, Taj Mahal